# Algemene muziek encyclopedie
De Algemene muziek encyclopedie is een Nederlands-Belgisch naslagwerk over muziek uit alle tijden. Het werd samengesteld door prof. Dr. Jozef Robijns en Miep Zijlstra (eerste deel van J.M. Mostaert). Het behandelt niet alleen musici, maar ook muziekinstrumenten. Robijns omschreef het als volgt: "Een benadering van de muziek in al haar aspecten". Het was voor wat betreft inhoud de opvolger van het Geïllustreerd muzieklexicon van Mr. G. Keller en Philip Kruseman waarvan de tweede versie uit 1949 stamde.
Een voorloper van de nieuwe encyclopedie kwam tussen 1957 en 1963 tot stand bij de Zuid-Nederlandse uitgeverij, maar sloeg in Nederland nauwelijks aan. Samenstellers waren destijds Auguste Corbet en Wouter Paap met Robijns als secretaris. De afronding van dit project werd gevierd in het Koninklijk Vlaams Conservatorium.
De encyclopedie maakte herzien en aangevuld een herstart in 1979 bij Unieboek BV, Uitgeverij De Haan in Haarlem, waarbij losse delen 119 gulden kostten. Nam men een abonnement, dan zou het geheel 950 gulden gaan kosten. Intekenen kon vanaf september 1978.  Die aankondiging ging nog geïmproviseerd, er zou een andere alfabetische indeling komen (bijvoorbeeld deel 10 behandelt hier nog VEM tot en met Z).
Over een periode van vijf jaar volgden tien delen. Muziekcriticus Leo Samama constateerde bij het doornemen van deel 1 (A-Bot) dat het toe te juichen was dat er nu eens een uitgebreid boekwerk over muziek werd uitgegeven; dat was er tot dan toe in zijn ogen (eigenlijk) niet. Hij kwam ook met kritiek, met name over de gemaakte keuzes aan onderwerpen. Zo zag hij overbodige teksten maar miste ook veel duiding. Hij gaf zijn mening de titel "In het land der blinden mee". Dr. K. Deddens van het Nederlands Dagblad was positiever en bracht vooral de mooie illustraties naar voren. R.N. Degens van Trouw vond de in aantal gestegen artikelen over België een vooruitgang maar vond het voor de gemiddelde lezer te uitgebreid (alleen deel 1). Lex van Delden (Het Parool) omschreef het bij de uitgifte van deel 2 een Vorstelijk naslagwerk, die zang dat het werk duidelijk Belgisch gerelateerd was.  Trouw kwam trouwens in 1981 met een genuanceerder verhaal, ze omschreef het als een imposant werk. 
In 1987 was de serie (in één keer aan te schaffen) aanmerkelijk goedkoper. Voor de gehele serie betaalde men toen 495 gulden. 
Pas in 1993 kreeg het voor wat betreft klassieke muziek een opvolger: Lexicon klassiek muziek met aangepaste gegevens uit de Oosthoek encyclopedie, tot stand gebracht duur Rudolf Rasch. 
De delen:
- 1979: deel 1: A-Bottrigari ISBN 902284317
- 1980: deel 2: Bouche fermée-Domselaer ISBN 9022849325
- 1980: deel 3: Donalda-Gipps ISBN 9022849333
- 1981: deel 4: Giraffe-Internationale ISBN 9022849341[8]
- 1981: deel 5: Internationale-LemoyneISBN 9022849368
- 1981: deel 6: Lenaerts-Motus contrarius ISBN 9022849376
- 1982: deel 7: Moulaert-Paque ISBN 9022849384
- 1982: deel 8: Parabosco-Rusland ISBN 9022849392
- 1983: deel 9: Russalka-Toonkunstenaarsboek ISBN 9022849406
- 1984: deel 10: Toonladder-Zylinderventil ISBN 9022849414
  - deel 10 geeft een lijst met medewerkers en vanaf pagina 387 een lijst van errata en aanvullingen.